# لجنة المحيط الهندي
لجنة المحيط الهندي، هي منظمة حكومية دولية تربط الدول الأفريقية المطلة على المحيط الهندي. تضم كل من: جزر القمر، مدغشقر، موريشيوس، لا ريونيون (وهي المنطقة الخارجية لفرنسا)، وسيشل. تضم أيضا مراقبين من: الصين، الهند، مالطا، والاتحاد الأوروبي، والمنظمة الدولية للفرنكوفونيه.تم إنشاء هذه اللجنة في عام 1982 في بورت لويس - موريشيوس. وأضفاء الطابع المؤسسي عليها كان في عام 1984 . يقع مقر الأمانة العامة في موريشيوس، والأمين العام الحالي هو حماده ماضي.

## أهداف اللجنة
تعمل لجنة على تحقيق أربع ركائز اعتمدتها قمة رؤساء الدول في عام 2005 وهي:
- التعاون السياسي والدبلوماسي.
- التعاون الاقتصادي والتجاري.
- التنمية المستدامة في سياق العولمة والتعاون في مجال الزراعة والصيد البحري والحفاظ على الموارد والنظم البيئية.
- تعزيز الهوية الثقافية الإقليمية والتعاون في المجالات الثقافية والعلمية والتقنية والتعليمية والقضائية.

كانت الفكرة الأساسية من تأسيس هذه اللجنة هو تشجيع التجارة والسياحة بين الدول الأعضاء. وفي الآونة الأخيرة تركز التعاون على الحفاظ على البحار وإدارة مصائد الأسماك. قامت اللجنة بإنشاء وتمويل العديد من المشاريع الإقليمية والوطنية للحفاظ على المواطن البحرية للكائنات وسبل العيش البديلة من خلال «البرنامج الإقليمي للإدارة المستدامة للمناطق الساحلية لبلدان المحيط الهندي» (PROGECO بالفرنسية). انتهى هذا المشروع في عام 2011. ومن الأمثلة على هذه المشاريع مشروع لتحفيز التكاثر لـ خيار البحر وتربية الأعشاب البحرية في جنوب غرب مدغشقر بالتعاون مع المنظمات غير الحكومية.